# ال دورادو (فیلم ۱۹۶۶)
ال‌دورادو (انگلیسی: El Dorado)  فیلمی وسترن محصول سال ۱۹۶۶ ایالات متحده به کارگردانی و تهیه‌کنندگی هاوارد هاکس است که در آن جان وین و رابرت میچام نقش‌آفرینی می‌کنند. فیلم‌نامه را لی براکت نوشته و بر پایهٔ رمان The Stars in Their Courses نوشتهٔ هری براون، البته به‌صورت اقتباسی آزاد، ساخته شده‌است. داستان دربارهٔ یک تفنگدار مزدور است که برای کمک به دوست قدیمی‌اش، کلانتر دائم‌الخمر، به شهری می‌آید تا از یک مزرعه‌دار و خانواده‌اش در برابر مزرعه‌دار دیگری که قصد تصرف منابع آب آن‌ها را دارد، دفاع کند. در نقش‌های مکمل جیمز کان، شارلین هولت، پل فیکس، آرتور هانیکات، میشل کری، آر. جی. آرمسترانگ، اد اسنر، کریستوفر جرج، آدام روارک و جیم دیویس حضور دارند.
این فیلم نخستین بار در ۱۷ دسامبر ۱۹۶۶ در ژاپن اکران شد و سپس در ۷ ژوئن ۱۹۶۷ در ایالات متحده به نمایش درآمد. فیلم با تحسین منتقدان روبه‌رو شد و در گیشه نیز موفق بود و با فروش ۱۲ میلیون دلاری، درآمدی معادل ۵٬۹۵۰٬۰۰۰ دلار در بازار اجاره‌های داخلی آمریکای شمالی کسب کرد.

## داستان
جی. پی. هارا کلانتر شهر الدورادو است و متوجه می‌شود که دوست قدیمی‌اش، تفنگدار مزدور کول تورنتون، به‌تازگی به شهر آمده و دعوت‌نامه‌ای مرموز از مالک زمین ثروتمندی به نام بارت جیسن دریافت کرده‌است. هارا به تورنتون می‌گوید که جیسن در واقع قصد دارد خانوادهٔ درستکار مک‌دونالد را از زمینشان بیرون کند و تورنتون قرار است "کلانتر را از سر راه بردارد". تورنتون پیشنهاد را رد می‌کند و به مزرعهٔ جیسن می‌رود تا به او بگوید که همکاری نخواهد کرد.
خانوادهٔ مک‌دونالد از ورود تورنتون خبردار می‌شوند و نگران می‌شوند. پسر کوچک‌تر خانواده، لوک، نگهبان می‌شود، اما در پُست خود به خواب می‌رود. تورنتون در مسیر بازگشت از ملاقات با جیسن، با شلیک لوک روبه‌رو می‌شود و به‌صورت غریزی شلیک می‌کند و گلوله به شکم لوک اصابت می‌کند. لوک که فکر می‌کند زخم‌اش مرگبار است، پیش از آن‌که تورنتون بتواند او را متوقف کند، خودکشی می‌کند. تورنتون که خود را مقصر می‌داند، پیکر لوک را به خانهٔ مک‌دونالد می‌آورد و آن‌چه رخ داده را برای کوین، پدر خانواده، تعریف می‌کند. دختر خانواده، جوی، پیش از شنیدن حقیقت، به سمت شهر می‌رود و در میانهٔ راه به تورنتون شلیک می‌کند. تورنتون زنده می‌ماند، اما گلوله در نزدیکی ستون فقراتش گیر می‌کند. پزشک محلی، دکتر میلر، قادر به خارج کردن گلوله نیست، بنابراین تورنتون پس از بهبود نسبی، با وجود مخالفت صاحب‌سالن محلی، مادی، که به او علاقه دارد، شهر را ترک می‌کند. با گذشت زمان، گلوله موجب فشار بر ستون فقراتش می‌شود و گاه‌به‌گاه باعث فلج موقت در سمت راست بدنش می‌گردد.
شش ماه بعد، تورنتون در سالونی بیرون از شهر است و از الدورادو دوری کرده‌است. او شاهد رویارویی جوانی ساده‌دل به نام آلن بوردیلیون ترهرن ملقب به «می‌سی‌سی‌پی» با چارلی هاگان می‌شود. چارلی دو سال پیش پدرخواندهٔ می‌سی‌سی‌پی، جانی دایموند، را کشته‌است. می‌سی‌سی‌پی او را می‌کشد. تورنتون از واکنش همراهان چارلی یعنی میلْت و پدرو جلوگیری می‌کند. نلس مک‌لئود، تفنگدار مشهوری که کارفرمای آن‌هاست، از مهارت تورنتون خوشش می‌آید و به او پیشنهاد کار در الدورادو می‌دهد. مک‌لئود می‌گوید که پیشنهاد جیسن را پذیرفته و هارا نیز به‌دلیل شکست عشقی به الکل پناه برده‌است.
تورنتون پیشنهاد مک‌لئود را رد می‌کند و همراه می‌سی‌سی‌پی پیش از رسیدن او به الدورادو بازمی‌گردد. آن‌ها با مادی و معاون هارا، بول، دیدار می‌کنند و داستان مک‌لئود تأیید می‌شود. تورنتون با هارای مست درگیر می‌شود و در نهایت می‌پذیرد که با ترکیب گیاهی تند و مؤثر می‌سی‌سی‌پی، او را هوشیار کند. هارا که از وضعیتش شرمسار است، قول می‌دهد که ترک کند.
سه مرد، پسر کوین مک‌دونالد، جرد، را به‌شدت زخمی می‌کنند. تورنتون، بول، می‌سی‌سی‌پی و هارا آن‌ها را تا کلیسایی قدیمی تعقیب کرده و با تیراندازی آن‌ها را از پای درمی‌آورند. یکی از آن‌ها می‌گریزد و گروه را مستقیماً به جیسن می‌رساند. هارا او را بازداشت کرده و در زندان نگاه می‌دارد. در مسیر بازگشت، می‌سی‌سی‌پی جلوی جوی را می‌گیرد که جیسن را نکشد، و میان آن دو رابطه‌ای شکل می‌گیرد.
بول، می‌سی‌سی‌پی و تورنتون را رسماً معاون کلانتر می‌کند. آن‌ها برای حفظ نظم شهر گشت می‌زنند و جلوی حمله‌ای از سوی باند مک‌لئود به زندان را می‌گیرند. در این میان هارا از ناحیهٔ پا تیر می‌خورد. مادی برای آن‌ها آذوقه می‌آورد. باند مک‌لئود مزاحم او و مشتریانش می‌شود. تورنتون و می‌سی‌سی‌پی برای کمک می‌روند، اما تورنتون دچار حملهٔ فلجی می‌شود و مک‌لئود او را اسیر می‌کند. هارا با وجود مخالفت تورنتون، تصمیم می‌گیرد جیسن را با او معاوضه کرده و شهر را ترک کند.
جیسن و افرادش، سول مک‌دونالد را می‌ربایند و از کوین می‌خواهند در ازای آزادی پسرش، حق‌آبهٔ زمینش را واگذار کند. تورنتون که می‌داند جیسن پس از دریافت حق‌آبه، هر دوی آن‌ها را خواهد کشت، با واگن به درِ سالن جیسن می‌رود و در حالی‌که هارا، بول و می‌سی‌سی‌پی از پشت وارد می‌شوند. بول با تیرکمان یکی از افراد مک‌لئود را می‌زند، سپس با شیپور بقیه را منحرف و به تورنتون علامت می‌دهد. تورنتون آتش می‌گشاید و مک‌لئود را می‌کشد. دیگران سول را آزاد می‌کنند. جوی، جیسن را می‌کشد و اشتباه پیشین خود را جبران می‌کند. دستیار جدید دکتر میلر، دکتر داناون، می‌پذیرد که اگر تورنتون در شهر بماند، عمل جراحی‌اش را انجام دهد. تورنتون نیز تلویحاً می‌گوید که ممکن است سرانجام نزد مادی بماند.

## بازیگران
- جان وین
- رابرت میچام
- جیمز کان
- آرتور هانیکات
- شارلین هالت
- پائول فیکس
- اد اسنر
- کریستوفر جرج
- آر. جی. آرمسترانگ
- رابرت دانر
- جان گابریل
- میشل کری
- جیم دیویس
- جو کینگ
- جان میچام
- جانی کراوفورد
- ویلیام «بیل» هنری